# Mikoláš Aleš
Mikoláš Aleš (18. listopadu 1852 Mirotice – 10. července 1913 Královské Vinohrady) byl český malíř, kreslíř, dekoratér a ilustrátor, jedna z nejvýznamnějších osobností takzvané „Generace Národního divadla“, klasik českého umění 19. století. V ranějším období tvořil v pozdně romantickém stylu, přičemž vycházel z odkazu Josefa Mánese, později směřoval spíše k secesi.

## Životopis
Jeho otcem byl František Aleš, písař a později městský tajemník, člen významné a zámožné mirotické rodiny, matkou Veronika Alšová, rozená Famfulová. Kvůli finančním potížím se celá rodina několikrát přestěhovala. V roce 1856 nejprve do Písku a následně do Prahy. Ani tam se však nepodařilo situaci zlepšit a Alšové se v únoru 1859 vrátili zpět do Mirotic.
Kreslit začal už ve čtyřech letech. V roce 1862, podobně jako jeho dva bratři František a Jan, nastoupil na školu v Písku a v roce 1865 na gymnázium, které však pro neshody s jedním z tamních pedagogů musel opustit.
Začal se učit malířem a roku 1867 vstoupil do druhé třídy písecké reálky, kde studoval až do roku 1869, kdy odjel do Prahy na Akademii výtvarných umění. Během studia si přivydělával vyučováním kreslení a drobnými ilustracemi. Jeho učiteli byli Josef Matyáš Trenkwald a Jan Swerts.
V roce 1876 se zúčastnil demonstrace proti profesoru A. Woltmannovi, který během své přednášky v německém vzdělávacím klubu Concordia popřel sice existenci českého umění v době gotické a barokní; uvedl, že české umění pouze přejímalo v té době německé vzory. Čeští studenti, kteří přednášku navštívili, hlasitě protestovali a neopustili přednáškovou síň, na což profesor Woltmann reagoval vyklizením síně. Později protesty přerostly v potyčky mezi německými a českými studenty. Aleš byl potrestán několikadenním vězením a vyloučen z akademie.

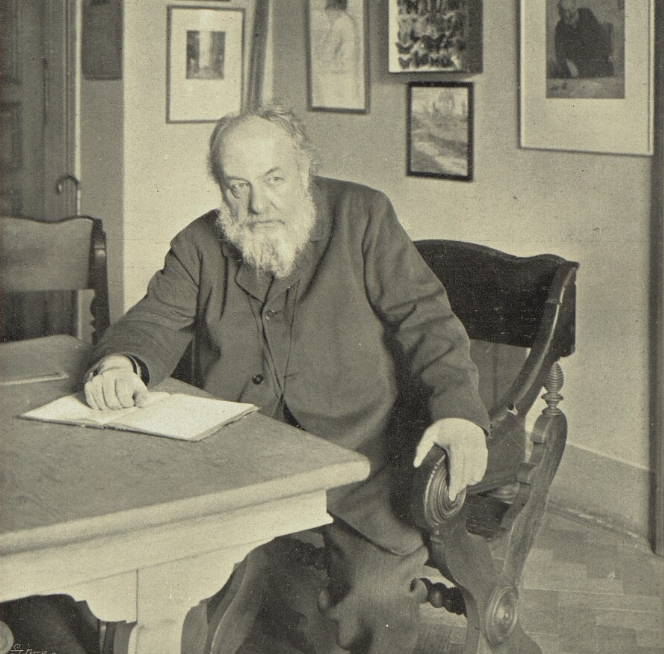
Mikoláš Aleš ve své pracovně

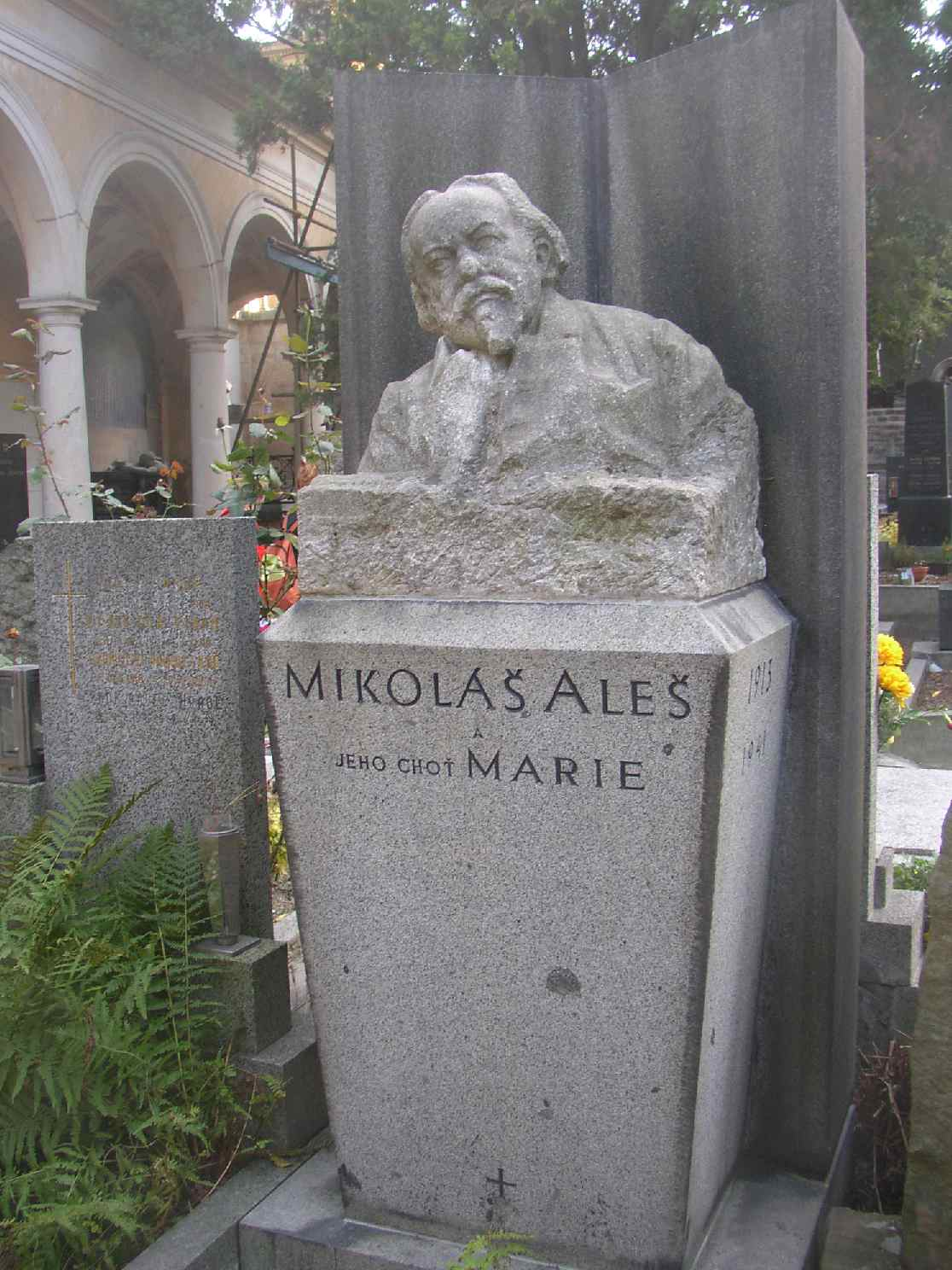
Busta na Vyšehradském hřbitově je dílem Bohumila Kafky

Po tom, co předčasně zemřeli oba jeho bratři (1865 František, 1867 Jan), zemřela v roce 1869 také jeho matka. Otec se v roce 1874 znovu oženil, ale téhož roku zemřel. Protože se Mikoláš Aleš se svou macechou nikdy nespřátelil, zůstal ve 22 letech zcela sám a bez prostředků odjel natrvalo do Prahy.
V roce 1879 společně s Františkem Ženíškem zvítězil s cyklem Vlast v konkursu na výzdobu foyer Národního divadla, šlo celkem o 14 lunet. Téhož roku, po sňatku s Marynou Kailovou (1858–1941) začala rodina bydlet na Malé Straně v Praze. Následně odjel na studijní cestu do Itálie a po svém návratu v letech 1880–1881 pracoval na čtrnácti velkých lunetách pro Národní divadlo a ilustracích pro Arbesův časopis Šotek. V roce 1889 vytvořil cyklus ilustrací národních písní Osiřelo dítě a následovaly další cykly. Od roku 1889 s ním spolupracoval Josef Bosáček, jenž podle jeho návrhů sgrafita a fresky realizoval. Alšovým posledním dílem byl akvarel Svatý Václav, namaloval jej na jaře roku 1913.
Pro neshody s vedením Národního divadla v Praze ztratil na čas práci a pracoval pro různé časopisy, například pro slovenský Černokňažník, který vycházel v Martině. V letech 1893 a 1897 cestoval po Slovensku; při druhé cestě navštívil i Bratislavu.
Mikoláš Aleš zemřel na mozkovou mrtvici dne 10. července 1913 na Vinohradech v ulici Bělehradská (kdysi Havlíčkova) 1018/64. Pohřben byl na Vyšehradském hřbitově (hrob 12B-60) v Praze.

### Rodinný život
Dne 28. dubna 1879 se Mikoláš Aleš v Miroticích oženil se svou dětskou láskou Marií (Marinou) Keilovou (1858–1941).
Mikoláš Aleš a Maryna Alšová měli čtyři děti:
- Veronika (16.–25. ledna 1880)[9]
- Tomáš (1881–1941)[10][11]
- Maryna (1882–1973, provdaná Svobodová)[12]
- Eliška (1884–1970, provdaná Hlubinková)[12]

### Příbuzní
- Alšovým strýcem byl svérázný vojenský vysloužilec Tomáš Famfule, švališér, jemuž je věnována stejnojmenná povídka Aloise Jiráska.
- Vnukem Alšova bratrance, řezbáře Jana Tesky (autora kazetového stropu Teskova sálu na Orlíku), je československý lékař a významný mezinárodní vědec, publikačně afiliovaný v USA a Švédsku – profesor MUDr. Miroslav Mikulecký DrSc. Z alšovské lásky k Slovensku, v rodině tradiční, věnoval celý svůj kariérní život od roku 1953 Univerzitě Komenského v Bratislavě.
- Dalším Alšovým bratrancem byl Josef Aleš-Lyžec, vydavatel okultní literatury, propagátor lyžování a otec malíře Josefa Váchala.[13]

### Pražské adresy
1. Ostrovní čp. 126/30
2. Nebovidská čp. 462/2
3. Suchdol
4. Lázeňská čp. 283/15
5. Osada Tejnka v Břevnově
6. Thunovská čp. 181/16
7. Chotkova čp. 538/8
8. Kroftova čp. 415/10 (dříve 12)
9. Pohořelec čp. 110/26
10. Karmelitská čp. 373/25
11. Sokolská čp. 1492/21 (dříve 19)
12. Na Bojišti čp. 1733/12
13. Bělehradská čp. 1018/64 (dříve 42)

## Citát
Podobně jako u her z vesnického života a u pohádek nenašel se u nás nikdo, kdo by prosadil Alešovu výtvarnou spolupráci na hrách z české historie, především z doby husitské, kterou malíř tolik miloval a již bezpočtukrát oslavil. Naše divadlo zůstalo tak M. Alšovi, umělci z nejlidovějších a oslavovateli národního hrdinství, dlužno téměř všechno. Leč i to, co Aleš – byť jen na okraji své mnohostranné činnosti – pro české divadlo vytvořil, náleží k pozoruhodným stránkám dějin našeho umění. A je to téměř vždy spojeno s dílem jeho kongeniálního přítele Aloise Jiráska. 
Artur Závodský

## Hodnocení Mikoláše Alše za jeho života a mecenáši
Mikoláš Aleš byl uznáván za svého života spíše jen jako kreslíř a dekoratér; jeho olejomalba byla doceněna až ve 20. století. Na Národopisné výstavě v roce 1895 bylo vystaveno mnoho jeho sgrafit. V roce 1896 vydal spolek Mánes první samostatnou dvoudílnou publikaci o jeho díle, Mikoláš Aleš a k šedesátým narozeninám byl jmenován pražským měšťanem a byl mu udělen titul inspektora kreslení na měšťanských školách a rádce v dílech uměleckých. Jeho zásluhy o české výtvarné umění byly oceněny členstvím v České akademii věd a umění, jejím řádným členem byl zvolen 28. listopadu 1908 (dopisujícím 1. prosince 1892, mimořádným 30. listopadu 1895). Na druhé straně se mu v Praze dostávalo i nevděku a ponižování. Traduje se jeho výrok „...nebýt tehdy toho žida Brandejse, tak bych byl musel snad zahynout...“ Alexandr Brandejs byl milovník umění a Alše často hostil za různé umělecké protislužby, včetně například návrhů na kostýmy. Mikoláš Aleš u Brandejse pobýval v letech 1877–1878 a vytvořil v Suchdole u Prahy zejména návrhy cyklu Vlast pro Národní divadlo. Svému hostiteli vyzdobil figurálními a ornamentálními kresbami některé kusy nábytku. Mikoláše Alše podporoval též Josef Šebestián Daubek, majitel velkostatku Liteň a Brněnec, který jej spolu s dalšími předními umělci (Václav Brožík, Vojtěch Hynais, Josef Václav Myslbek, Max Švabinský a další) zval na zámek v Litni a do Brněnce.

## Posmrtné připomínky

### Pomníky a pamětní desky
- První pomník Mikoláše Alše stojí od roku 1914 v Praze 4 - Lhotce v ulici Na Větrově v Alšových sadech před Villou Voyta, autorem je sochař Josef Rada.[20][21]
- Pamětní deska od Josefa Šejnosta z roku 1930 je na domě v Bělehradské ulici, ve kterém Mikoláš Aleš zemřel. Tex na desce zní: V tomto domě 13 let tvořil a dne 10.7.1913 zemřel Mikoláš Aleš, v tomto třípokojovém bytě bydlel od roku 1900.[22]
- Na hrobě Mikoláše Alše je jeho busta od Bohumila Kafky
- Pomník Mikoláše Alše do sochaře Antonína Lhotáka je v Miroticích od roku 1955[23]
- Památník Mikoláše Alše a Matěje Kopeckého je v Miroticích, na místě Alšova rodného domu
- Pomník Mikoláše Alše (bronzový reliéf s pamětní deskou) od Antonína Lhotáka je od roku 1952 v Praze-Suchdole[24]

### Životopisný film
V roce 1951 natočil režisér Václav Krška životopisný film Mikoláš Aleš(ro); jeho děj je poplatný době svého vzniku a není historicky věrohodný. Hlavní roli zde hrál Karel Höger.

## Dílo

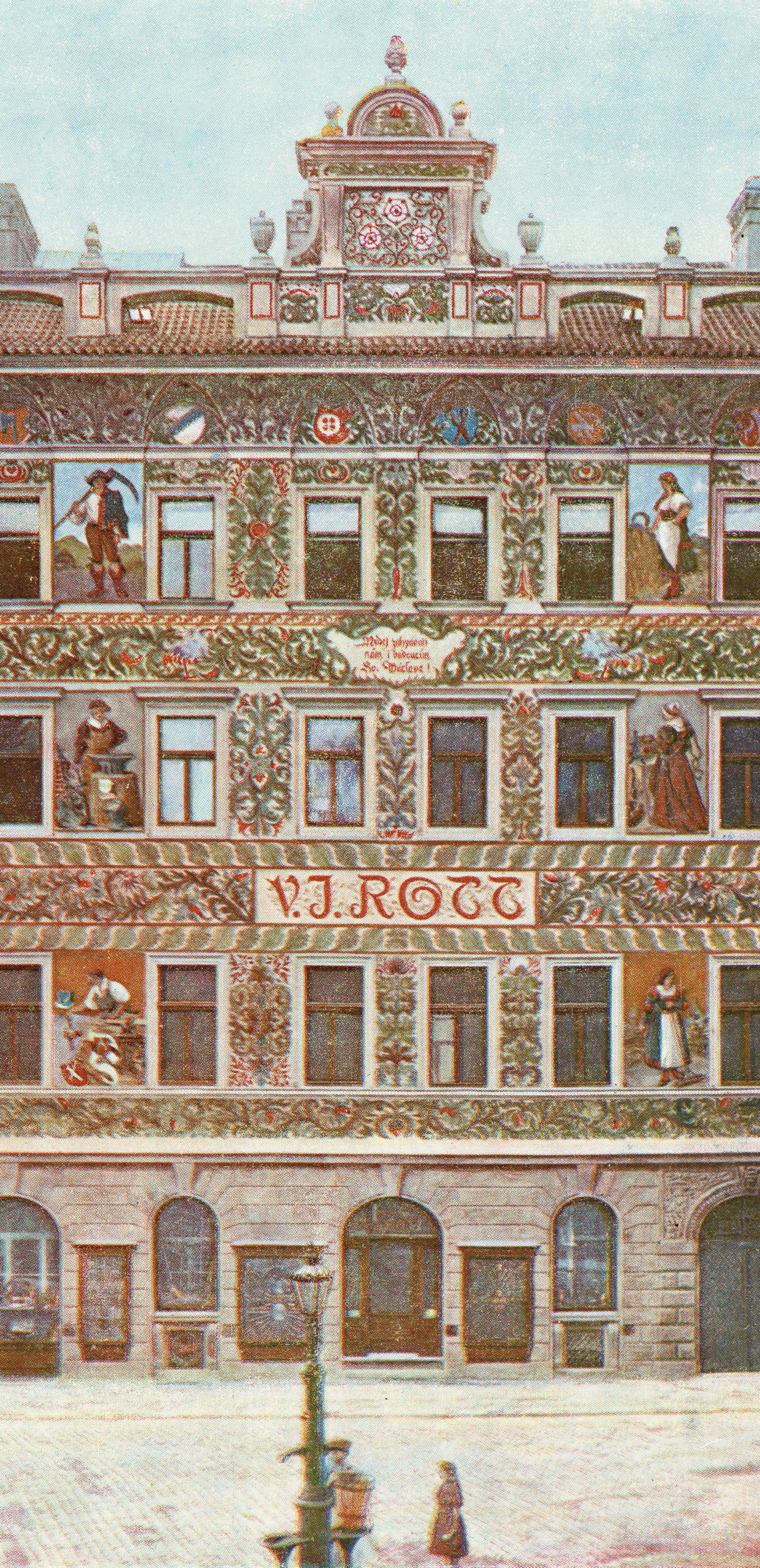
Rottův dům v Praze s výzdobou od M. Alše

### Obrazy
- cykly obrazů Smysly (1876), Živly (1881), Praha (1882), Život starých Slovanů (1891)
- společně s Františkem Ženíškem cyklus obrazů „Vlast“ pro Národní divadlo (1877–1881, 14 lunet, 4 nástěnná a 3 nástropní pole ve foyeru.)
- Pobití Sasíků pod Hrubou Skálou (spolu s Vojtěchem Bartoňkem, Karlem Vítězslavem Maškem a Václavem Jansou
- olejomalba Husitský tábor (1877, NG Praha)
- olejomalba „Setkání Jiřího z Poděbrad s Matyášem Korvínem“ (1878)
- akvarel „Svatý Václav“ (1913)
- malba sv. Jiří, sv. Vojtěcha a sv. Václava v kostele v Mikulči, 1900

### Domovní fasády
Významným dílem Mikoláše Alše jsou jeho návrhy výzdoby domovních fasád, zejména ve spolupráci s Antonínem Wiehlem. Wiehlovy fasády byly od 70. let přijímány veřejností i odborníky příznivě jako nový prvek ve výzdobě domů a v atmosféře pražských ulic. Wiehl na výzdobě domů postupně precizoval svoje pojetí české novorenesance. Wiehl ponechával spolupracujícím malířům a sochařům prostor a v projektu pouze vymezil plochu pro sgrafita a vlastní návrhy výzdoby zpracoval v kartonech malíř Wiehl s Mikolášem Alšem. V sedmdesátých a osmdesátých letech spolupracoval na výzdobě domů čp. 1682 Na Poříčí, U Mladých Goliášů, Staroměstská vodárna. Aleš pro fasády těchto domů navrhoval sgrafita, renesanční štíty a lunety. Vrcholem této spolupráce jsou Alšovy alegorie na monumentální výzdobě Wiehlova domu. 
Dle Alšových návrhů byly vyzdobeny domy:
- fresky a sgrafita na průčelí mnoha domů v Praze (např. Rottův dům, Wiehlův dům[32] na Václavském náměstí a v Nuslích)
- návrhy fresek a sgrafit na 17 fasádách domů v Plzni[33][34]
  - fasády domů v Nerudově ul. č. 2 (Klatovská tř. 30)[35] a v Nerudově ul. č. 4, 6, 8 a 10[36][37][38][39]
  - výzdoba domu na Klatovské třídě č. 28[40]
  - cyklus Sběr léčivých bylin na domě s Lékárnou U bílého jednorožce na nám. Republiky č. 27 (čp. 53)[41]
  - dům U Červeného srdce na nám. Republiky č. 36 z roku 1894[42]
  - cyklus Řemesla na domě v Sedláčkově ul. č. 31 (Solní ul. č. 13)[43]
  - fasáda Cingrošova domu v Bezručově ul. č. 31[44]
  - cyklus Sv. Jiří na Štechově vile na Klatovské třídě 123 (Dvořákova ul. č. 1)[45]
  - fasády domů v Tovární ul. č. 4, 6 a 8 (Kollárova 16)[46][47][48]
  - výzdoba domu v Solní ul. č. 19[49]
  - výzdoba domu v Purkyňově ul. č. 35[50]
  - výzdoba domu na rohu Jagellonské ul. a Petákovy ul. č. 1[51]
- sgrafita na průčelích hotelu Otava v Písku
- sgrafita na budovách spořitelny a školy na Velkém náměstí ve Strakonicích
- výzdoba fasády domu č. 209 na třídě Národní svobody v Písku
- výzdoba chrámu Narození Panny Marie na náměstí Svobody ve Vodňanech
- domy v Praze
  - fasáda – sgrafita domu čp. 1682 Na Poříčí
  - fasáda – sgrafita Staroměstská vodárna
  - fasáda – sgrafita Dům U Mladých Goliášů
  - fasáda – sgrafita Wiehlova domu, Václavské nám. 792

### Ilustrace a drobné práce
- knižní ilustrace děl Františka Ladislava Čelakovského, Aloise Jiráska a Jakuba Arbese a anonymních autorů (české lidové písně, Špalíček pohádek, pověstí a přísloví, …)
- kresby pro časopisy Květy, Zlatá Praha a Šotek
- Národní mariášové karty (1893)
- inspirace ke znaku Junák - český skaut (1913 – Psí hlava ve znaku Junáka není přímo dílem Mikoláše Alše, je však inspirována podobnou kresbou, kterou Aleš pro Junák vytvořil a která byla poprvé použita v roce 1913.[52])

## Galerie

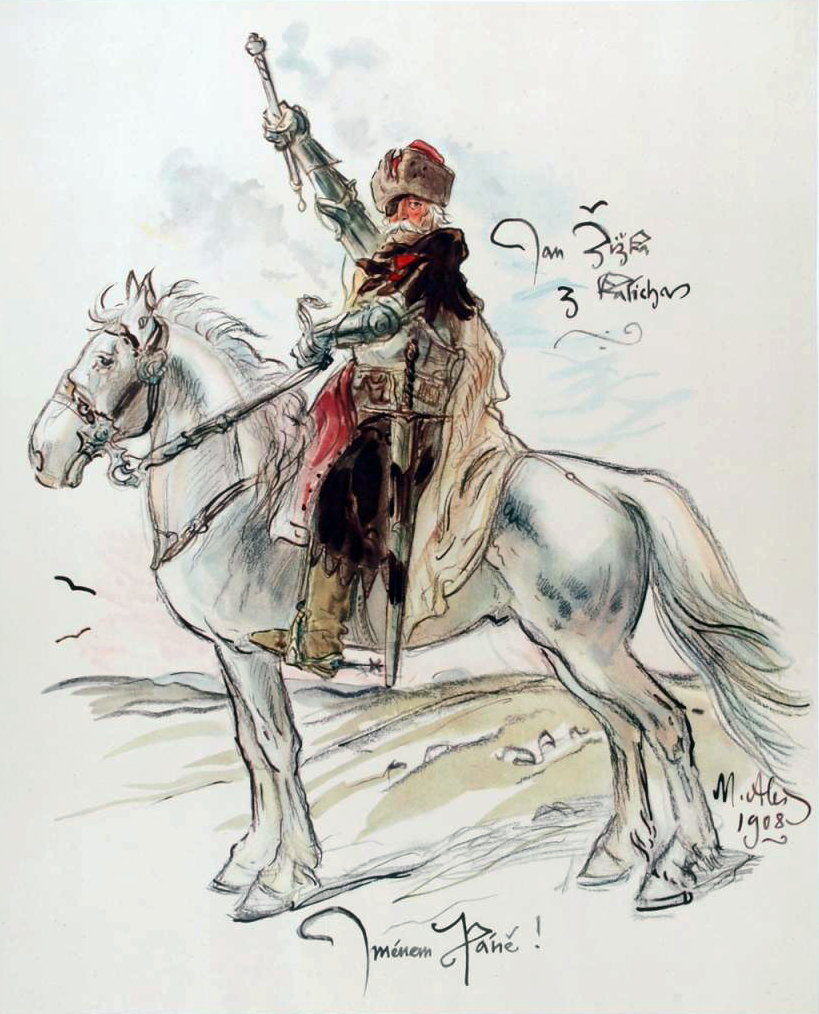
Obraz Jan Žižka je jedním z nejznámějších děl Mikoláše Alše
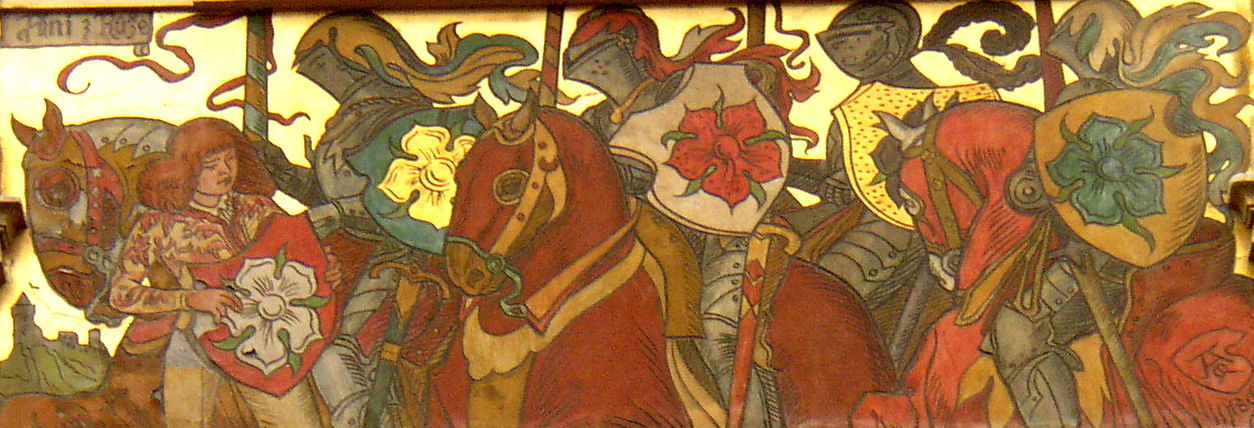
Sgrafito s tématem Pánů z růže na domě v Nerudově ul. č. 10 v Plzni
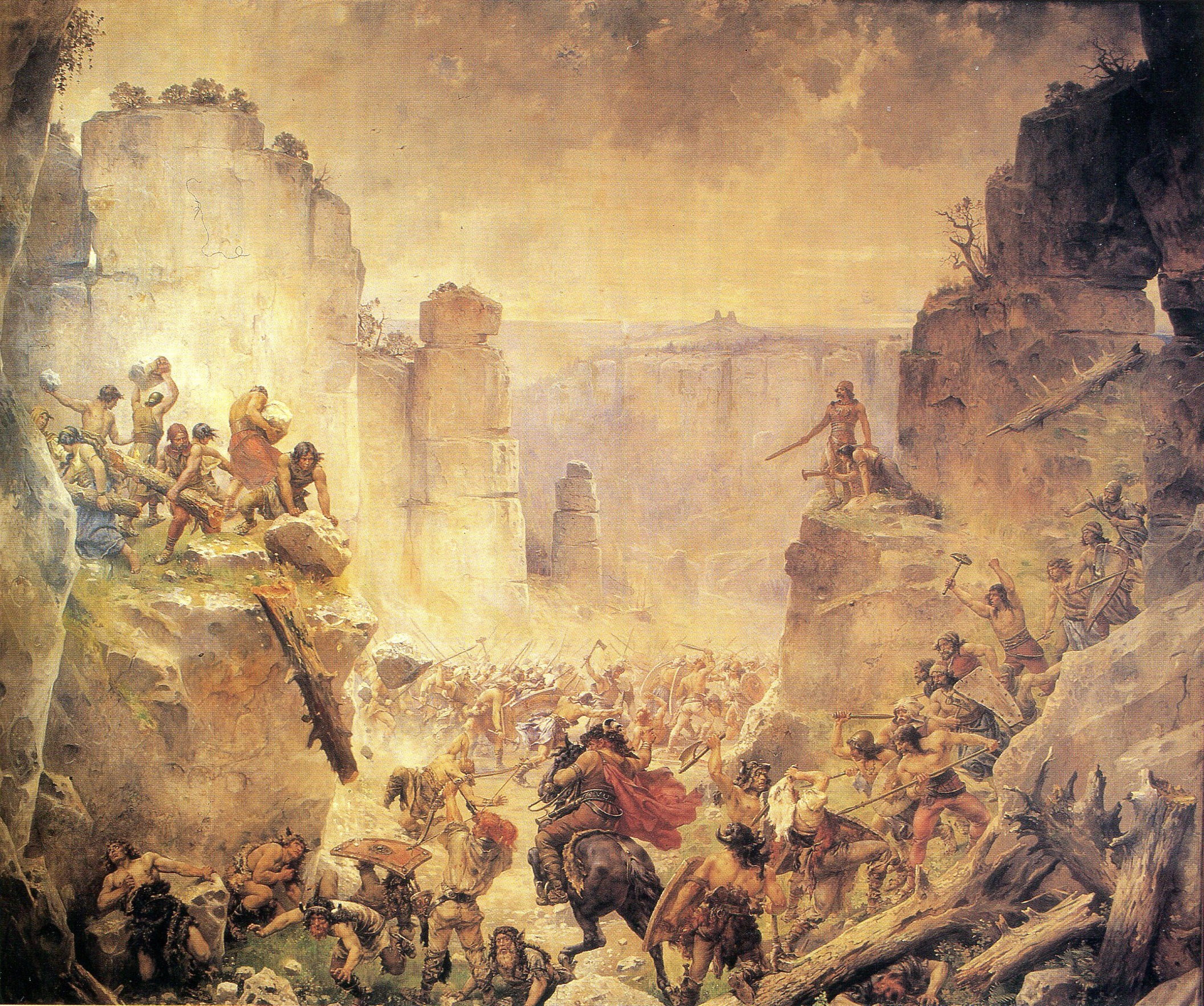
Pobití Sasíků pod Hrubou Skálou
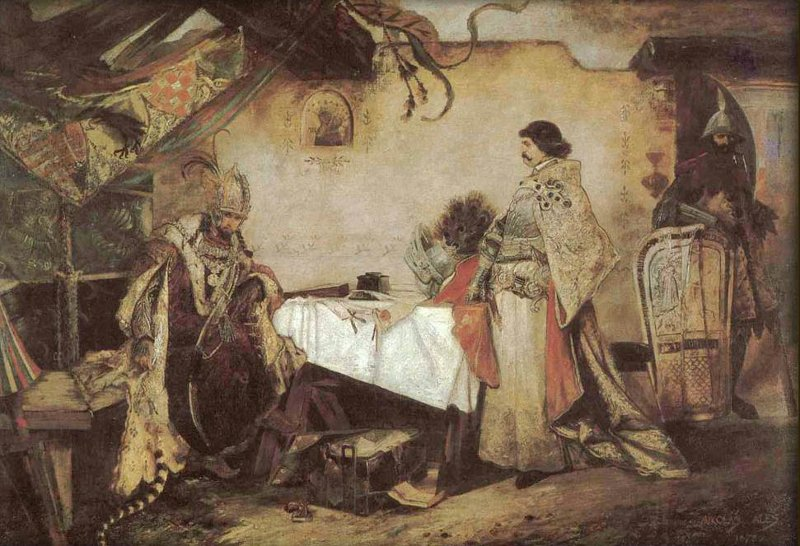
Setkání Jiřího z Poděbrad s Matyášem Korvínem
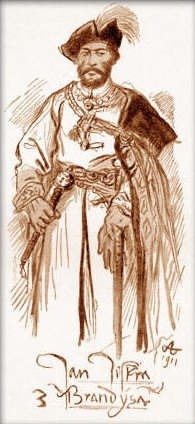
Jan Jiskra z Brandýsa
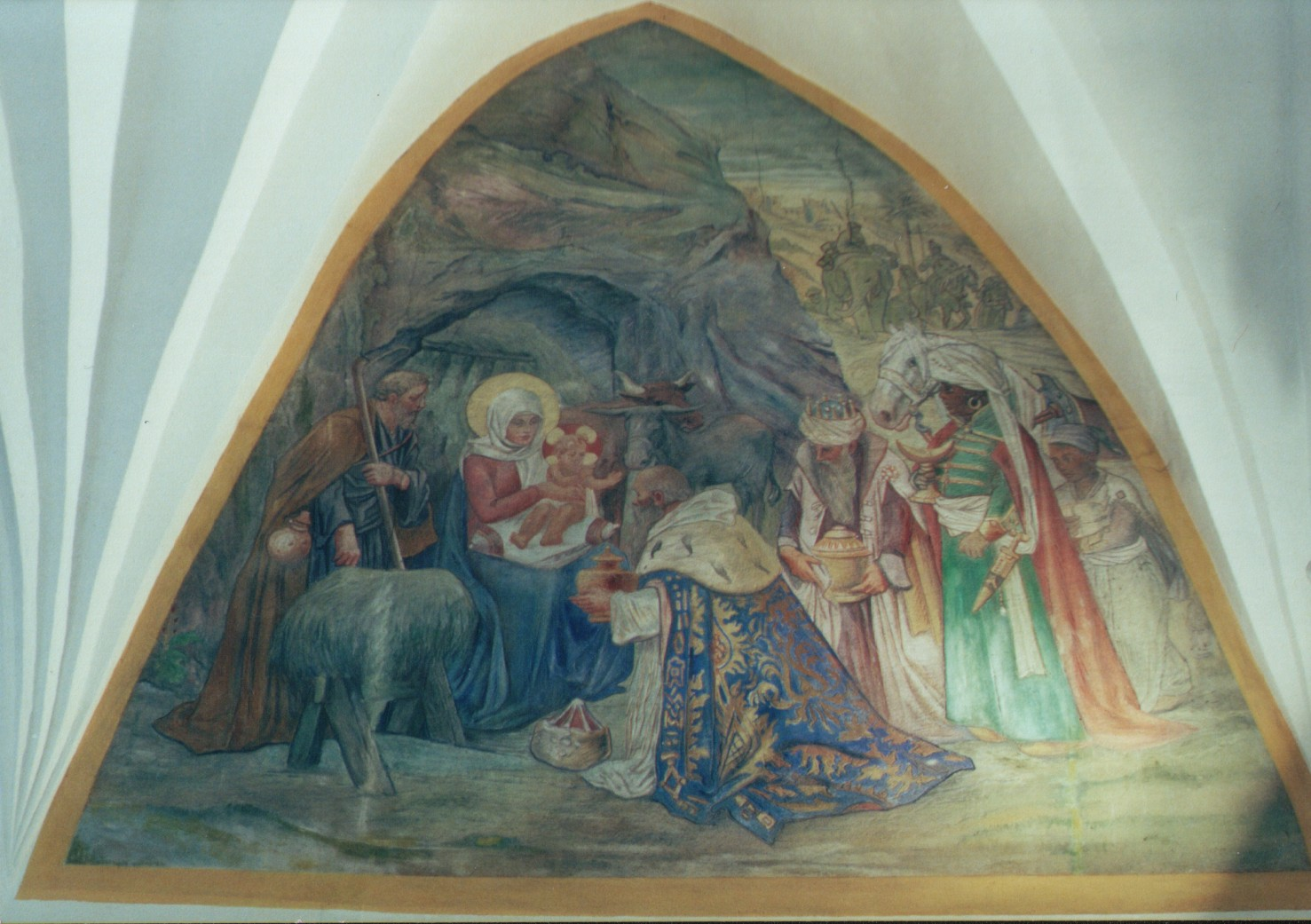
Klanění svatých Tří králů
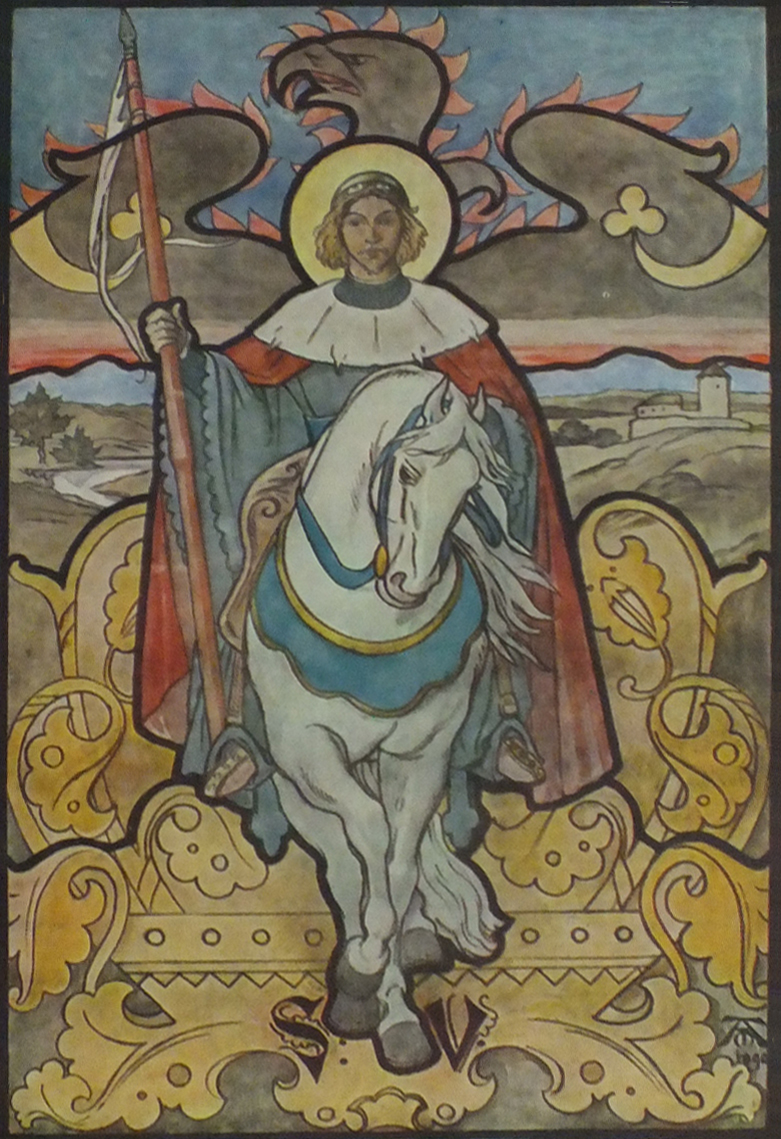
Svatý Václav
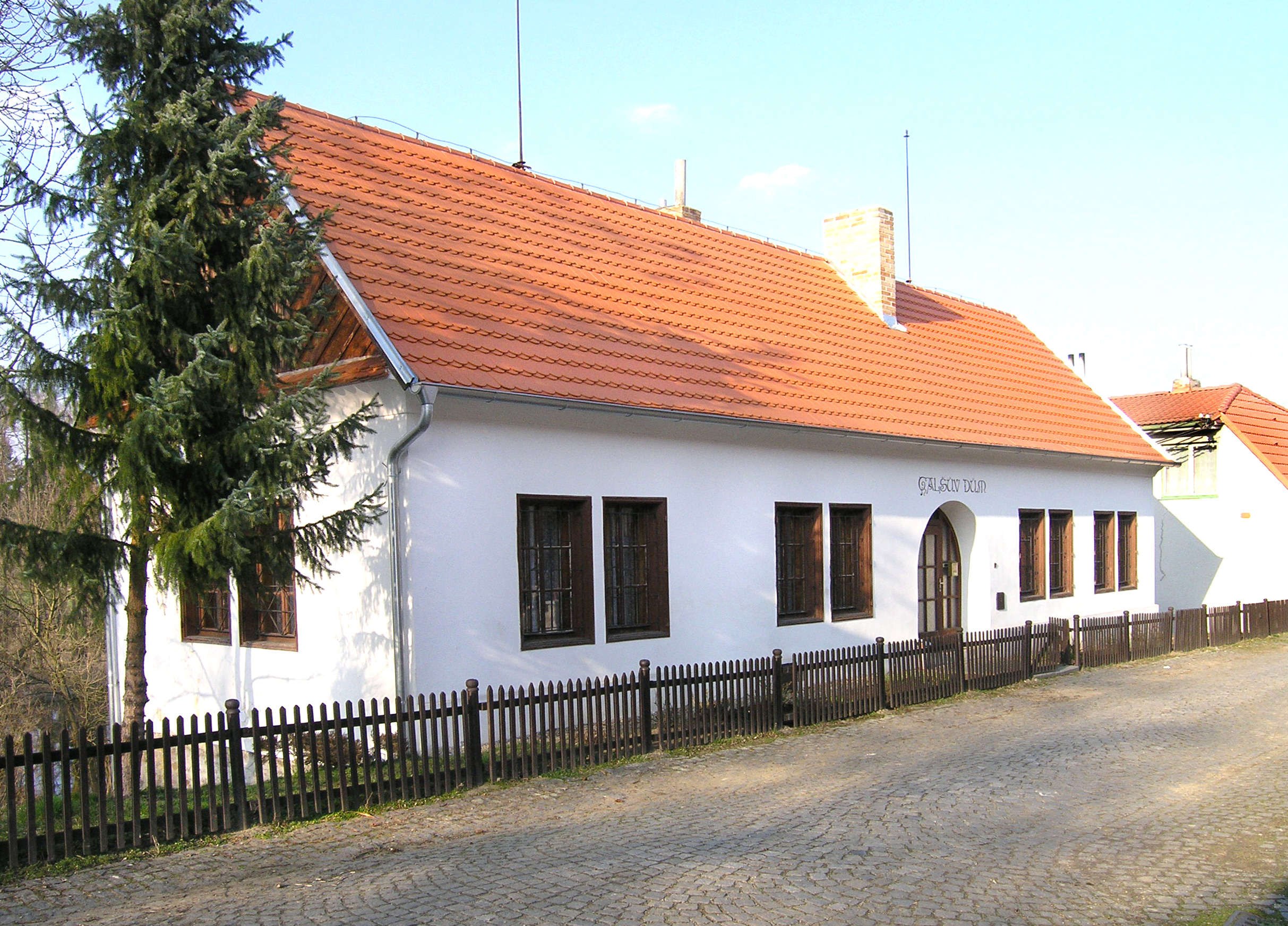
Rodný dům v Miroticích
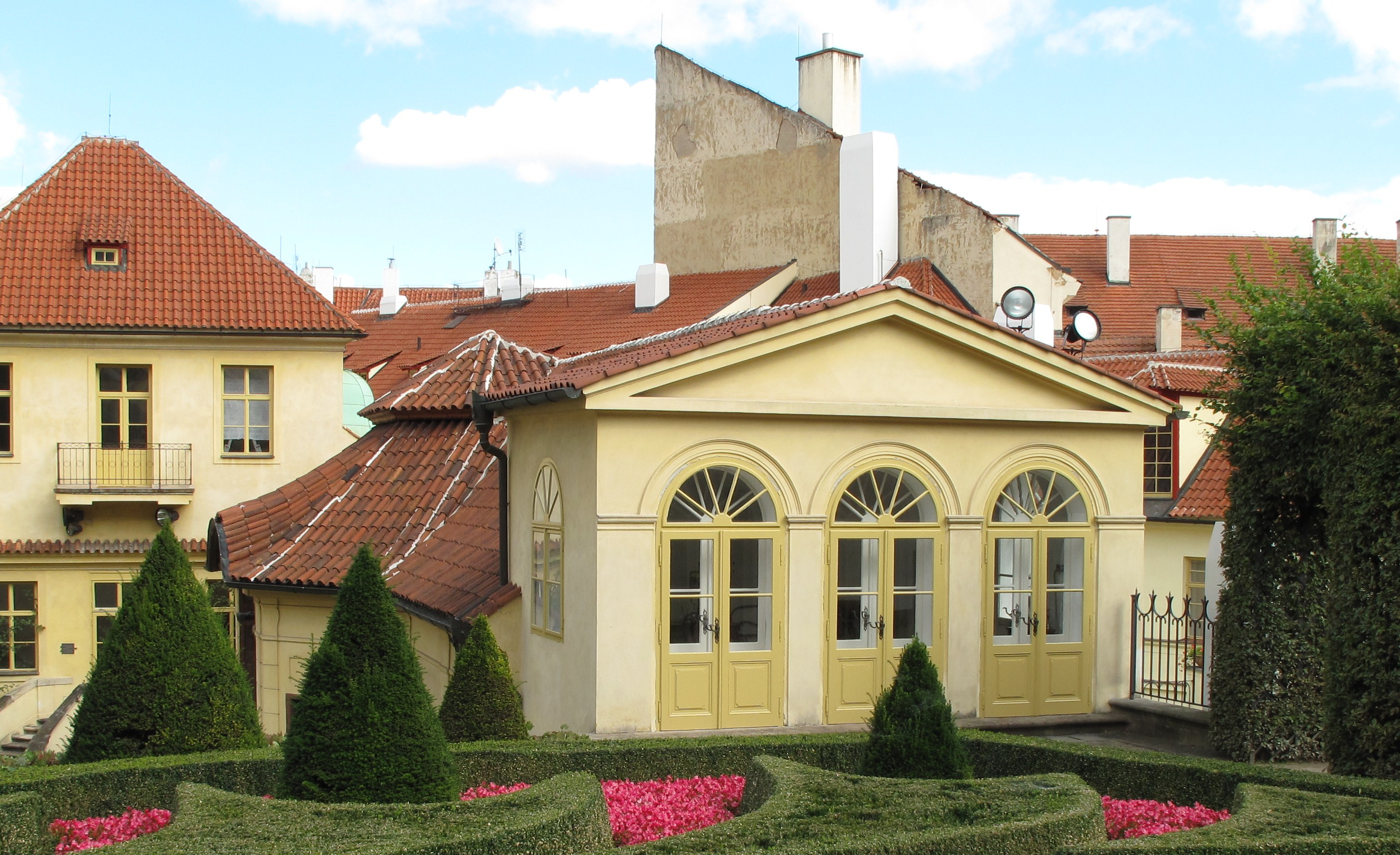
Bývalý Alšův ateliér ve Vrtbovské zahradě v Praze
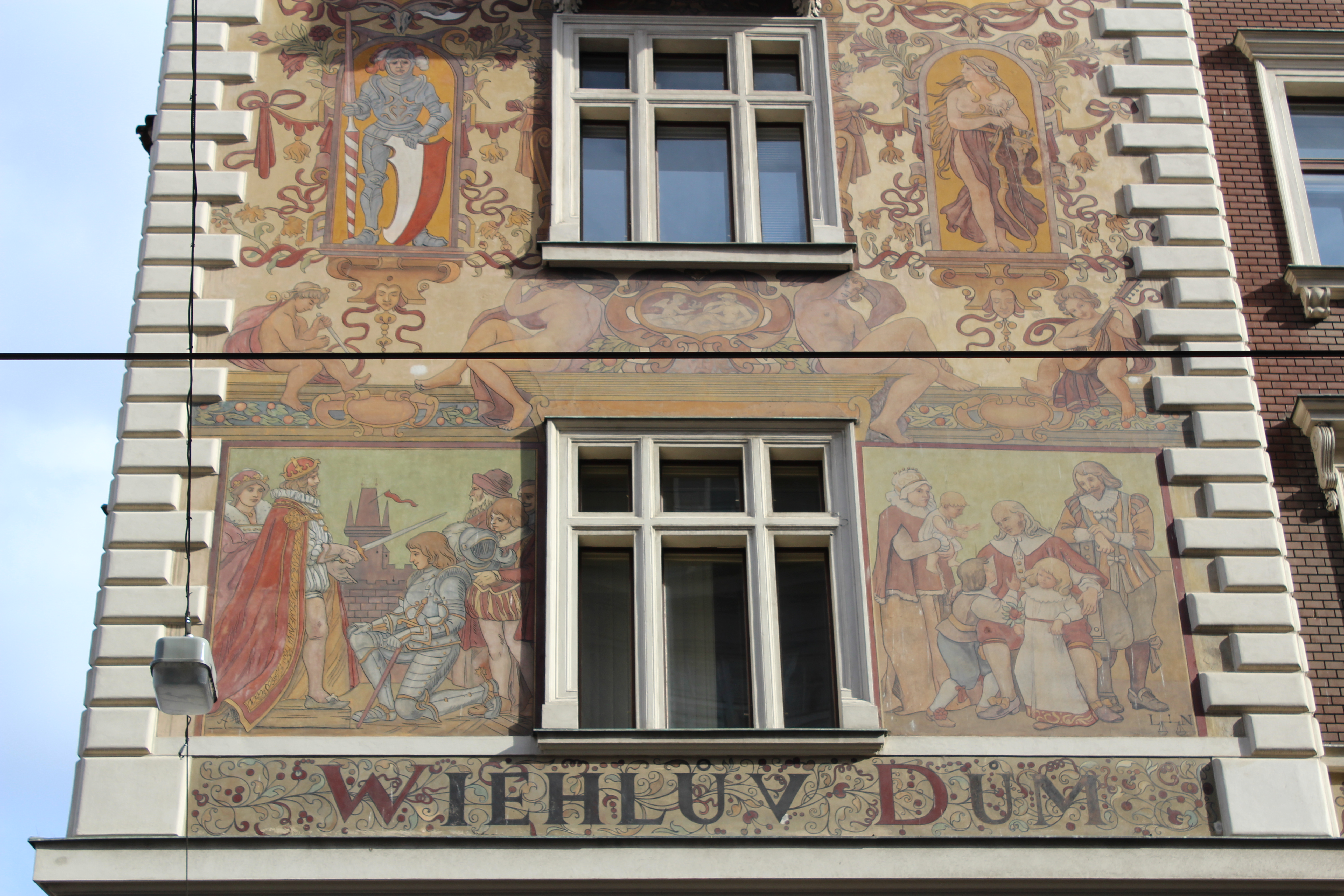
Wiehlův dům z Vodičkovy ulice